# توپ طلای ۲۰۰۲
توپ طلای ۲۰۰۲ (فرانسوی: 2002 Ballon d'Or‎) ۴۷مین رویداد سالیانهٔ توپ طلا بود که از سوی مجلهٔ فرانس فوتبال به بهترین بازیکن فوتبال در سال ۲۰۰۲ اعطا گردید که در این سال، رونالدو برندهٔ توپ طلا شد.

## رتبه‌بندی
| ردیف | نام                | ملیت     | باشگاه                                                  | امتیاز |
| ---- | ------------------ | -------- | ------------------------------------------------------- | ------ |
| ۱    | رونالدو            | برزیل    | باشگاه فوتبال اینتر میلان باشگاه فوتبال رئال مادرید     | ۱۶۹    |
| ۲    | روبرتو کارلوس      | برزیل    | باشگاه فوتبال رئال مادرید                               | ۱۴۵    |
| ۳    | الیور کان          | آلمان    | باشگاه فوتبال بایرن مونیخ                               | ۱۱۰    |
| ۴    | زین‌الدین زیدان     | فرانسه   | باشگاه فوتبال رئال مادرید                               | ۷۸     |
| ۵    | میشائل بالاک       | آلمان    | باشگاه فوتبال بایر ۰۴ لورکوزن باشگاه فوتبال بایرن مونیخ | ۷۱     |
| ۶    | تیری آنری          | فرانسه   | باشگاه فوتبال آرسنال                                    | ۵۴     |
| ۷    | رائول              | اسپانیا  | باشگاه فوتبال رئال مادرید                               | ۳۸     |
| ۸    | ریوالدو            | برزیل    | باشگاه فوتبال بارسلونا باشگاه فوتبال آ.ث. میلان         | ۳۱     |
| ۹    | ییلدیری باشتروک    | ترکیه    | باشگاه فوتبال بایر ۰۴ لورکوزن                           | ۱۳     |
| ۱۰   | آلساندرو دل‌پیرو    | ایتالیا  | باشگاه فوتبال یوونتوس                                   | ۱۲     |
| ۱۱   | حسن شاش            | ترکیه    | باشگاه فوتبال گالاتاسرای                                | ۱۰     |
| 12   | رونالدینیو         | برزیل    | باشگاه فوتبال پاری سن ژرمن                              | ۸      |
| ۱۳   | مایکل اوون         | انگلستان | باشگاه فوتبال لیورپول                                   | ۵      |
| ۱۳   | رود فن نیستلروی    | هلند     | باشگاه فوتبال منچستر یونایتد                            | ۵      |
| ۱۵   | برند اشنایدر       | آلمان    | باشگاه فوتبال بایر ۰۴ لورکوزن                           | ۴      |
| ۱۵   | خوان کارلوس والرون | اسپانیا  | باشگاه فوتبال دپورتیوو لاکرونیا                         | ۴      |
| ۱۵   | کافو               | برزیل    | باشگاه فوتبال آ.اس. رم                                  | ۴      |
| ۱۵   | پاتریک ویرا        | فرانسه   | باشگاه فوتبال آرسنال                                    | ۴      |
| ۱۹   | لوسیو              | برزیل    | باشگاه فوتبال بایر ۰۴ لورکوزن                           | ۳      |
| ۱۹   | لوئیس فیگو         | پرتغال   | باشگاه فوتبال رئال مادرید                               | ۳      |
| ۲۱   | پاپا بوبا دیوپ     | سنگال    | باشگاه فوتبال لانس                                      | ۲      |
| ۲۱   | الحاجی دیوف        | سنگال    | باشگاه فوتبال لانس باشگاه فوتبال لیورپول                | ۲      |
| ۲۱   | ریو فردیناند       | انگلستان | باشگاه فوتبال لیدز یونایتد باشگاه فوتبال منچستر یونایتد | ۲      |
| ۲۴   | روبن باراخا        | اسپانیا  | باشگاه فوتبال والنسیا                                   | ۱      |
| ۲۴   | فیلیپو اینزاگی     | ایتالیا  | باشگاه فوتبال آ.ث. میلان                                | ۱      |
| ۲۴   | روی ماکای          | هلند     | باشگاه فوتبال دپورتیوو لاکرونیا                         | ۱      |